# Зияние
Зия́ние (также хиа́тус, гиа́тус от лат. hiātus) — стечение подряд нескольких гласных звуков внутри слова или на стыке двух слов; например, зияние внутреннее: «поэзия»; зияние внешнее: «Анастасии и Ирины», «на аэродроме». Может быть стилистическим приёмом или речевой ошибкой. Устранение зияния путём пропуска одного (или нескольких) из гласных называется элизией.

И у Ии и у её Иоанна. (И. Сельвинский)

## Русский язык
Исконная лексика русского языка характеризуется низким уровнем терпимости к дифтонгам и зияниям. К примеру, зияния и дифтонги в древних заимствованиях из романских языков усекались, в том числе с помощью эпентезы согласного в или й: Иоанн → Иван; Феодоp → Фёдоp, Симеон → Семён, Геоpгий → Егоp, биллиаpд → бильяpд и т. д.. Уже сам Ломоносов в качестве примера неблагозвучия, обусловленного зияниями, привёл следующую фразу: «плакать жалостно о отшествии искреннего своего друга».
В просторечии и в детской речи зияния удаляются путём той же эпентезы (вставки) согласного, разбивающего чуждый дифтонг: радио → радиво, какао → какаво, океан → окиян. Определённые скидки делает орфоэпия, позволяющая произносить я в словах фортепиано и материал, и производных от них (мате_pья_льный и стpоймате_pья_лы), вопреки написанию. В исконной лексике на стыке морфем зияния типа вооружение, соображать, поодиночке усекаются по правилам русской редукции гласных, а также путём аналогичного подбора подходящих аллофонов вырезанных из близких консонантных сочетаний. Массовый приток иностранных заимствований привёл к развитию большей орфоэпической толерантности по отношению к зияниям: аура, пауза, оазис.
Эволюция близкородственных языков может значительно сократить случаи зияния путём эпентез, закреплённых литературной нормой: ср. русское а он и укр. а він; русск. а острая и укр. а гостра.

## Другие языки
Зияния не стоит путать с дифтонгами и трифтонгами. Основное отличие состоит в том, что при классическом зиянии гласные произносятся чётко и раздельно. Их стык не влияет на качество каждой. При реализации же дифтонга или трифтонга две (или более) гласные произносятся слитно вместе за тот же период времени, что и одна отдельная гласная. Например, в румынском grâu — зерно [âu] является не зиянием, а дифтонгом âu (< лат. granum). Также в soare — солнце дифтонг возник в результате расщепления латинского долгого ударного о (solis) при перестройке общероманской речи с качественной на количественную дифференциацию гласных. Впрочем, графические зияния и дифтонги даже в румынском не стоит путать с реальной речевой артикуляцией, где гласные на письме часто передают согласные или полугласные звуки: oaie > [waje] овца.